# George Edward Cokayne

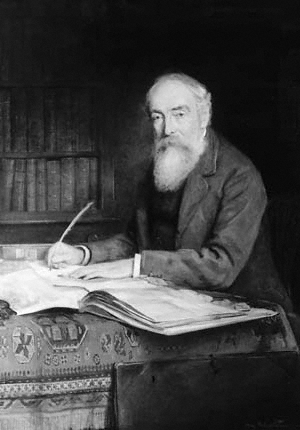
George Edward Cokayne im Jahr 1900

George Edward Cokayne FSA (bis 1873: George Edward Adams; * 29. April 1825; † 6. August 1911) war ein britischer Genealoge und langjähriger Officer of Arms im College of Arms in London.
Cokayne studierte Jura und war Barrister mit dem Titel eines Master of Arts. Er heiratete 1856 Mary Dorothea Gibbs, Tochter von George Henry Gibbs und Caroline Crawley. 1859 begann seine Karriere als Heraldiker mit einer Anstellung als Rouge Dragon Pursuivant of Arms in Ordinary (d. h. als Junior-Beamter im Office of Arms). 1870 wurde er zum  Lancaster Herald of Arms in Ordinary befördert, 1882 zum Norroy King of Arms, also zum rangniedrigsten der drei englischen Kings of Arms. 1894 schließlich erfolgte die Beförderung zum Clarenceux King of Arms, dem zweithöchsten der englischen Kings of Arms. Er starb 1911 als Amtsinhaber.
George Edward Cokayne ist der Autor von The Complete Peerage, dessen erste Ausgabe zwischen 1887 und 1898 erschien.